# HOT SHOT!
HOT SHOT!（ホット ショット）はヘヴィメタルバンドブリザードのアルバム。

## 内容
インスト曲「Interlude D」は唯一作詞・作曲のクレジットを表記していない。

## 批評
CDジャーナルは「より大衆性を押し出したりと、彼らなりに新しい方向性を模索していた時期の作品」と評した。

## 収録曲
1. Shallow Runner(Fool's Game)
作詞・作曲・編曲:松川敏也
2. Interlude D(INSTRUMENTAL)
3. Feel Like Fire
作詞:村上孝之 作曲・編曲:松川敏也
4. Love Me Tonight
作詞・作曲・編曲:松川敏也
5. Sail Alone
作詞:村上孝之 作曲・編曲:松川敏也
6. HOT SHOT!
作詞:下村成二郎 作曲・編曲:松川敏也
7. Follow Me
作詞:下村成二郎 作曲・編曲:松川敏也
8. Shade Of Blue
作詞・作曲・編曲:松川敏也
9. 輪廻転生
作詞:下村成二郎 作曲・編曲:松川敏也